# Peter Öttl
Peter Öttl (* 24. März 1965 in Salzberg-Berchtesgaden) ist ein ehemaliger deutscher Motorradrennfahrer.
Sein Sohn Philipp ist ebenfalls aktiver Rennfahrer.

## Karriere
Der 1,69 Meter große und zur aktiven Zeit 57 Kilogramm schwere aus Ainring stammende Peter Öttl ging von 1982 bis 1997 bei mehr als 100 Grands Prix der Motorrad-Weltmeisterschaft an den Start. Geprägt war seine Motorsport-Karriere, die er im Motocrossbereich begann, von zahlreichen Stürzen. Zunächst im Rahmen der Motorrad-WM auf einer Krauser in der 80-cm³-Klasse fahrend, wurde Öttl 1988 Fünfter der WM-Gesamtwertung. Im Folgejahr feierte er drei Grand-Prix-Siege und fuhr bis zum letzten Saisonlauf auf Weltmeisterschaftskurs. Ein Sturz beim Großen Preis der Tschechoslowakei in Brünn verhinderte jedoch den Titelgewinn, so dass er in der Endabrechnung hinter dem Spanier Manuel Herreros (Derbi) und dem Schweizer Stefan Dörflinger (Krauser) lediglich den dritten Rang belegte. 1990 wechselte Öttl in die 125-cm³-Klasse. Dort belegte der zunächst auf einer JJ Cobas (1990) und 1991 bis 1992 auf Bakker-Rotax startende spätere Aprilia-Pilot (ab 1993) in der Saison 1992 den 14. Gesamtrang. 1994 wurde er WM-Fünfter. Für Öttl stehen insgesamt fünf Grand-Prix-Siege in seiner Laufbahn als Motorradsportler zu Buche. Zwei gelangen ihm in der 125-cm³-, drei in der 80-cm³-Klasse.